# Провулок Павла Чубинського (Житомир)
Провулок Павла Чубинського — провулок в Корольовському районі Житомира. Названий на честь українського фольклориста, етнолога, поета Павла Чубинського, автора Гімну України.

## Розташування
Починається від вулиці Святослава Ріхтера в проміжку між будинками 83 та 85 і прямує на північний схід.
Довжина провулка — 160 метрів.

## Історія
До 29 червня 2016 року мав назву «5-й Першотравневий провулок».
Відповідно до розпорядження був перейменований на провулок Павла Чубинського.